# Snow Cruiser

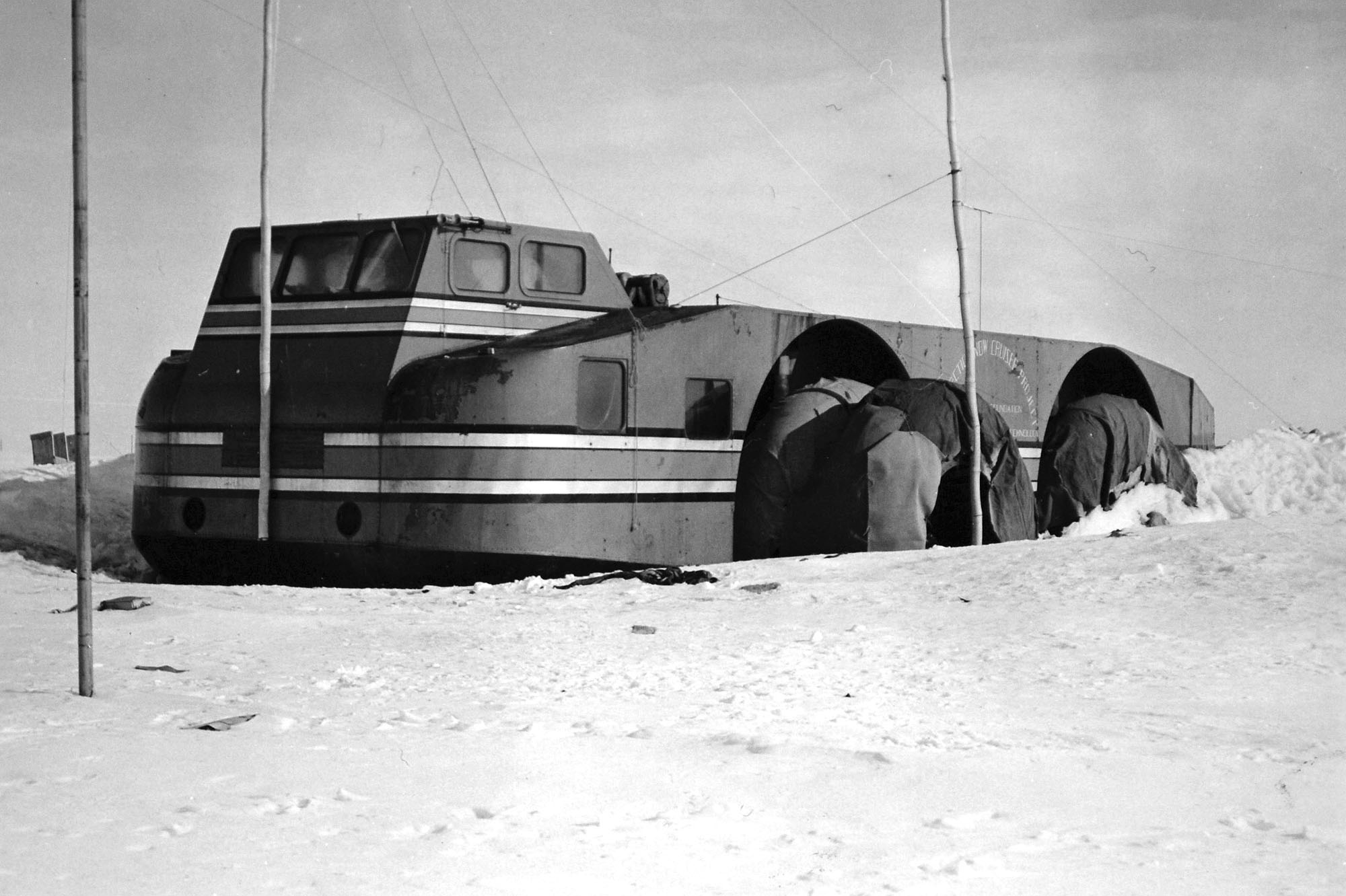
L'Antarctic Snow Cruiser, come fu abbandonato (22 dicembre 1940)

L'Antarctic Snow Cruiser è un veicolo progettato dallo scienziato statunitense Thomas Poulter, dal 1937 al 1939, per l'esplorazione e il trasporto in Antartide (fu conosciuto anche come Pinguino 1, il pinguino o tartaruga).
Il 29 aprile 1939, Poulter e la Fondazione di ricerca dell'Istituto Armour of Technology mostrò i progetti ai funzionari di Washington, lo stato avrebbe finanziato la costruzione con la supervisione della fondazione, in cambio del prestito del mezzo al Programma Antartico degli Stati Uniti d'America. Per rendere il mezzo il più leggero possibile si adottò una costruzione di tipo aeronautico, ovvero, su di una cellula centinata in tubi di acciaio venne posato un rivestimento metallico lavorante e fissato sulla cellula stessa con rivetti. L'idea, senz'altro innovativa, non ebbe però un effetto determinante sul peso complessivo della macchina che raggiungeva le 25 tonnellate. Con l'arredamento interno, i motori e le enormi ruote si arrivò a 34 tonnellate.
Il 24 ottobre 1939, il veicolo venne messo in moto (completato) per la prima volta presso l'Azienda Pullman, a Gary in Indiana (vicino a Chicago) e iniziò il tragitto di 1 640 km per la Boston Army Wharf. Arrivato a Boston, partì per l'Antartide, il 15 novembre 1939, a bordo della nave "Stella Polare".
Lo Snow Cruiser arrivò alla Baia delle Balene, Little America, Antartide ai primi del gennaio 1940. Fu necessario costruire una rampa di legno per scaricare il veicolo dalla nave ma una delle ruote ruppe la rampa. L'equipaggio applaudì quando Poulter disincagliò il veicolo caduto dalla rampa, ma gli applausi cessarono vedendo il veicolo non muoversi attraverso la neve e il ghiaccio. Gli pneumatici erano stati originariamente progettati per un veicolo da palude, ma avevano poca superficie d'appoggio sulla neve, sprofondando quasi 1 metro in essa.
L'equipaggio provò a montare sull'asse anteriore i due pneumatici di ricambio, affiancati a quelli già esistenti sul veicolo, e le catene da neve sulle ruote posteriori, ma l'adattamento non fu in grado di supplire alla mancanza di trazione. L'equipaggio scoprì in seguito che gli pneumatici avevano una maggiore trazione in retromarcia.
Il 24 gennaio 1940, Poulter tornò negli Stati Uniti, lasciando F. Alton Wade a capo di un equipaggio parziale. Gli scienziati condussero esperimenti sismologici, misurazioni dei raggi cosmici e la carota di ghiaccio di campionamento vivendo all'interno del Polar Snow Cruiser.
Il finanziamento per il progetto fu interrotto a causa della seconda guerra mondiale e il Polar Snow Cuiser fu abbandonato in Antartide.
Fu ritrovato una prima volta sotto uno spesso strato di neve nel 1958, ma in seguito se ne persero le tracce.
Caratteristiche tecniche:
- Lunghezza: 17,0 metri
- Larghezza: 6,06 metri
- Altezza senza ruote: 3,7 metri
- Altezza con le ruote: 4,9 metri
- Peso: 34 000 kg
- Velocità massima: 48 km/h

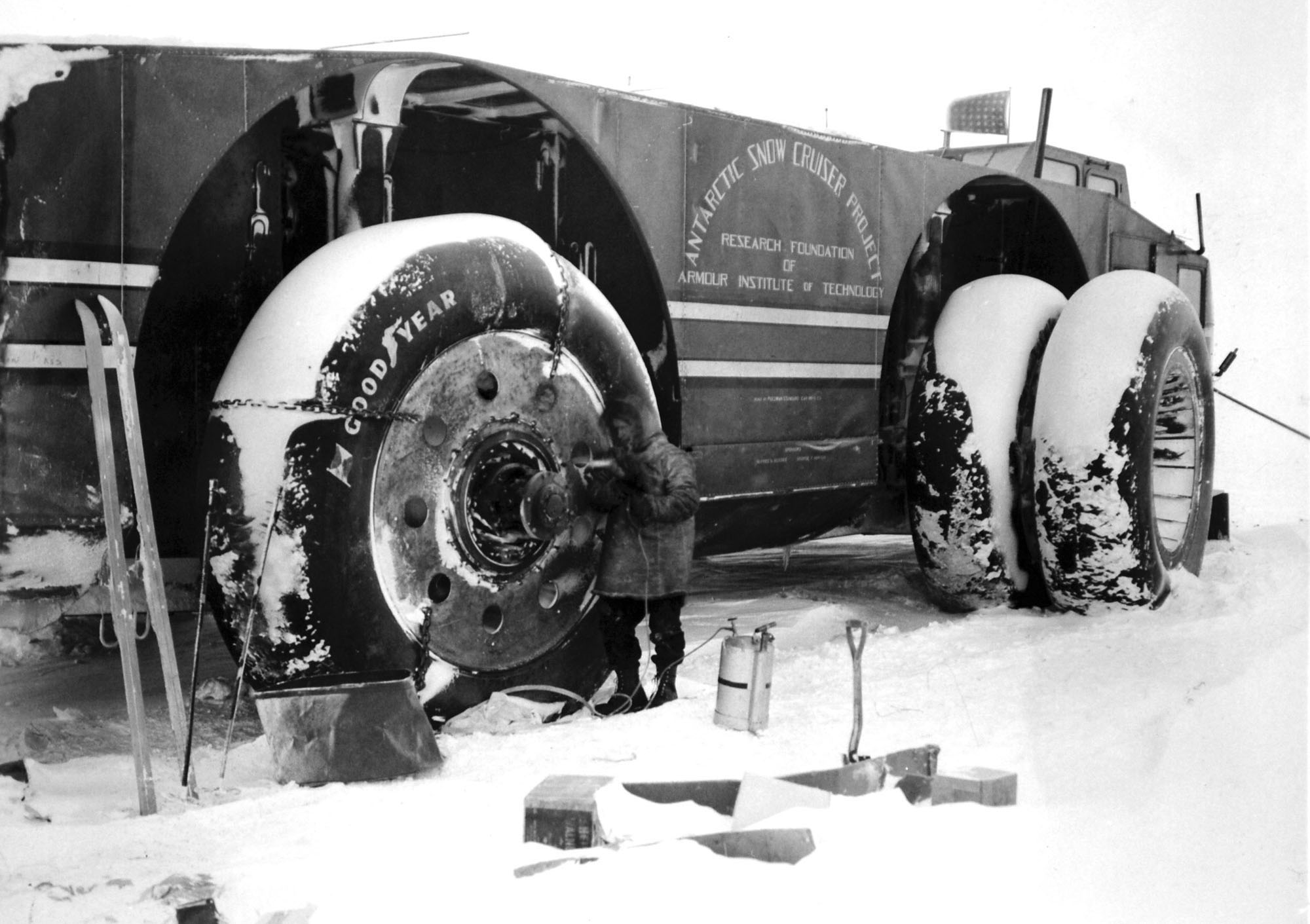
L'operatore radio Felix Ferranto mentre tenta di scongelare i motori delle ruote dell'Antarctic Snow Cruiser (23 agosto 1940)

- Autonomia: un anno in condizioni estreme
- Capacità serbatoio: 9 463 litri
- Serbatoio supplementare: 3 785 litri
- Equipaggio: 5 persone
- Costo: 300 000 $
- Compartimenti: cabina di comando, sala macchine, camera oscura/cucina, serbatoio, dispensa, due cabine dell'equipaggio da tre posti.

## Lo Snow Cuiser in letteratura
Lo Snow Cruiser compare nei romanzi Atlantide di Clive Cussler, ed Estinzione di James Rollins.